# Jacques Carelman
Jacques Carelman, né à Marseille le 1er novembre 1929 et mort à Argenteuil le 29 mars 2012, est un peintre, décorateur et illustrateur français, dentiste de formation. Il est connu pour avoir publié le Catalogue d'objets introuvables (1969), une parodie du catalogue Manufrance.

## Biographie
Né en 1929 à Marseille,, Jacques Carelman arrive à Paris en 1956 où il s'installe comme dentiste mais se consacre également à diverses activités artistiques (décoration théâtrale, illustration de livres, peinture et sculpture). En 1966, il adapte en bande dessinée  le roman de Raymond Queneau Zazie dans le métro. Il est l'auteur de la célèbre affiche de Mai 68 représentant la silhouette noire d'un CRS brandissant une matraque,.
On doit surtout à Carelman une parodie du catalogue Manufrance, le Catalogue d'objets introuvables (1969) : parmi ces objets imaginaires figurent, par exemple, un « fauteuil-radiateur » à brancher sur le chauffage central ou encore un « fusil à kangourou » dont « la forme très étudiée du canon [...] imprime à la balle une trajectoire sinusoïdale qui suit l'animal dans ses bonds ». Cette œuvre a été traduite en 19 langues (dont le coréen, l’hébreu et le finnois). Jacques Carelman fait produire certains des objets de son Catalogue d'objets introuvables et les expose (de novembre 1974 à janvier 1975), à Marseille, à la Vieille Charité. Il publie en 1972 un second catalogue, le Catalogue de timbres-poste introuvables,.
Jacques Carelman collectionne les instruments de musique anciens ; sa collection est dispersée en 2013 après son décès.
C'est à son initiative que l'Oupeinpo a été (re)fondé en 1980. Aussi Carelman portait-il le titre de « régent d'Hélicologie », en référence à la Gidouille d'Ubu, du Collège de 'Pataphysique. Peu après sa mort, il sera nommé « Transcendant Satrape » du dit Collège.
Jacques Carelman meurt le 29 mars 2012 à Argenteuil à l'âge de 82 ans,, et est inhumé au cimetière parisien de Bagneux (division 62).
Il était membre de l'Académie Alphonse-Allais.

## Principales publications
- Mille et une nuits, Club français du livre, 1958.
- Saroka la géante, conte, Le Terrain vague, 1965
- Raymond Queneau " Zazie dans le métro ", raconté en images par Jacques Carelman, Gallimard, Paris, 1966.
- Catalogue d'objets introuvables et cependant indispensables aux personnes telles que acrobates, ajusteurs, amateurs d'art, alpinistes..., Balland, Paris, 1969 ; Livre de poche, 1975 ; Le Cherche midi, Paris, 1999, 2010
- Petit supplément à l'« Encyclopédie » de Diderot et d'Alembert, recueil de planches sur quelques sciences, métiers et arts mécaniques du XXe siècle, avec leur explication, Balland, Paris, 1971
- Catalogue de timbres-poste introuvables, Balland, Paris, 1972 ; Cartouche, Paris, 2011
- Catalogue d'objets introuvables et cependant indispensables aux personnes telles que : acrobates, ajusteurs, amateurs d'art, alpinistes...., Tome 2, Éditions Balland, Paris, 1976
- Exercices de style, de Raymond Queneau, Gallimard et Club français du livre, Paris, 1979 (accompagnés de 45 exercices de style parallèles peints, dessinés ou sculptés par Carelman et de 99 exercices de style typographiques de Massin). Réédition 1979 chez Gallimard.
- La Peinture au quart de tour, Paris, Au crayon qui tue, 2000